# David Pino Gálvez

David Pino Gálvez, más conocido como David Pino (nacido el 7 de mayo de 1987) es un futbolista andaluz.
Se formó en las categorías inferiores del Vélez CF y Málaga CF, hasta llegar al equipo filial en edad juvenil, en ese entonces en 2° división "A"Segunda División en el que debutó en el estadio El Molinón, contra el Sporting de Gijón, de la mano del entrenador "Lobo Carrasco", con el Málaga B. Ha pasado la mayor parte de su carrera en equipos de Segunda División "B" grupo 4 y Tercera división, en distintos grupos, siendo pichichi de la categoría en el grupo extremeño con el Arroyo CP y en el grupo 9 andaluz, en el equipo de su tierra, el Vélez CF, con 20 y 25 goles respectivamente. Y destacar a nivel colectivo una liguilla de ascenso a 2° división "A" con la UD Marbella, en la que marcó 1 gol y liguillas de ascenso a 2b con las camisetas de Poli Ejido, Arroyo CP, y SD Formentera

## Clubes
| Club                | País      | Año       |
| ------------------- | --------- | --------- |
| Málaga (cat.inf)    | España    | 2000-2004 |
| Málaga CF "B"       | España    | 2005-2007 |
| CP Ejido            | España    | 2007      |
| Jerez CF            | España    | 2007      |
| Algeciras CF        | España    | 2008      |
| UD Marbella         | España    | 2008-2009 |
| Arroyo CP           | España    | 2009-2010 |
| Vélez CF            | España    | 2010-2011 |
| Sporting Villanueva | España    | 2011      |
| CD Roquetas         | España    | 2012      |
| Hellín Deportivo    | 🇪🇦 España | 2012      |
| SD Formentera       | 🇪🇦 España | 2013      |
| UE Rapitenca        | 🇪🇦 España | 2013-2014 |
| Antequera CF        | España    | 2014-2015 |

- Ficha de Pino en el Málaga CF

- Datos: Q5800269